# Куриленко Онисим Данилович
Онисим Данилович Куриленко (нар. 3 (16) березня 1904 в с. Борівка, нині Чернівецького району Вінницької області — пом. 25 вересня 1982, Київ) — український науковець-хімік, один із засновників колоїдної хімії в Україні. Член-кореспондент НАН України (обраний 26 грудня 1969). Заслужений діяч науки УРСР (1974).

## Життєпис
У 1924 закінчив педагогічний технікум. Протягом 1924—1926 працював учителем семирічних трудових шкіл у селах Капустяни і Жолоби на Вінниччині (викладав математику, фізику). У 1930 закінчив хімічний факультет Київського політехнічного інституту. Відтоді навчався і працював у Київському технологічному інституті харчової промисловості: аспірант (1930—1933), методист (1933—1936), асистент (1933—1939), доцент (1939—1941).
Упродовж 1941—1946 рр. служив у Радянській армії: начальник хімічного забезпечення 354-ї стрілецької дивізії; начальник хімічної служби 512-го гаубично-артилерійського полку; начальник хімічної служби 27-ї армійської гарматної артилерійської бригади (на Західному, 2-му Українському і 3-му Українському фронтах Другої світової війни).
Після демобілізації повернувся до наукової та науково-педагогічної роботи у Київському технологічному інституті харчової промисловості: доцент (1946—1948), завідувач кафедри фізичної та колоїдної хімії (1948—1962), заступник директора (проректор) з наукової роботи (1952—1962). Також працював за сумісництвом в Інституті загальної та неорганічної хімії АН УРСР: старший науковий співробітник (1946—1951), завідувач лабораторії електрохімії і термодинаміки дисперсних систем та заступник директора з наукової роботи (1962—1968).
У 1968—1975 — директор Інституту колоїдної хімії та хімії води АН УРСР, також — завідувач відділу колоїдної хімії поліелектролітів і дисперсій (1968—1982) цього Інституту.

## Наукова діяльність
У 1933 році захистив дисертацію кандидата хімічних наук на тему «Електрохімічний спосіб очистки продуктів цукрового виробництва», у 1951 році — дисертацію доктора хімічних наук на тему «Дослідження колоїдних розчинів за методом вимірювання діелектричних сталих». Учень академіка А. В. Думанського. Заклав основи наукового напряму «Взаємодія дисперсної фази з дисперсійним середовищем у колоїдних системах». Значну увагу приділяв вивченню закономірностей впливу електричних полів на поведінку гетерогенних колоїдних систем. Проводив цикл робіт із синтезу перспективних іонообмінних смол і вивчення їх гідрофільності та іонообмінних характеристик. Започаткував роботи з дестабілізації модельних та практично важливих дисперсій за допомогою флокулянтів. Автор понад 300 наукових праць, у тому числі навчального посібника «Фізична хімія» (1962). Підготував 10 кандидатів наук.

## Основні праці
1. Фізична хімія: Навч. посіб. 1962;
2. Переконденсация в дисперсных системах. 1975 (співавт.);
3. Исследование межмолекулярных взаимодействий в ионообменных смолах методом ЯМР. 1976 (співавт.);
4. Электрическая спектроскопия гетерогенных систем. 1977 (співавт.); усі — Київ.

## Відзнаки
- Орден Червоної Зірки.
- Два ордени «Знак Пошани».
- Два ордени Трудового Червоного прапора.
- Заслужений діяч науки УРСР.
- Заслужений винахідник СРСР.
- Бойові медалі.

## Родина
Дружина - Куриленко Тетяна Олексіївна (1906 - 1977), учитель, викладала хімію і природознавство . 
Син - Куриленко Петро Онисимович (1926 - 2010), лікар-рентгенолог .
Внучатий племінник — Короленко Володимир Васильович, лікар, науковець, державний службовець і громадський діяч, заступник Голови Державної служби України з лікарських засобів та контролю за наркотиками, доктор медичних наук.